# لولک
لِوِلِک (به مجاری:  Levelek) یک منطقهٔ مسکونی در مجارستان است که در سابولچ-ساتمار-برگ واقع شده‌است. لولک ۲۵٫۷۳ کیلومتر مربع مساحت و ۲٬۹۵۰ نفر جمعیت دارد.